# 肉鰭類
肉鰭類（にくきるい、Sarcopterygii）は、硬骨魚類に属する脊椎動物の一群である。

## 概要
シーラカンスやハイギョを含む脊椎動物亜門の下位系統群。分類階級としては硬骨魚類の階級の移動に伴い上綱や綱、亜綱などとすることもある。肉質の鰭を持つ。
四肢動物（陸上脊椎動物）はこのグループから進化したと考えられている。したがって、四肢動物を含めない限り、肉鰭綱は側系統群となる。四肢動物を肉鰭綱の1亜綱と扱うことで単系統群にする立場もあるが、この立場を採用すると、通常は独立の綱とされる四肢動物の各群（両生類、爬虫類、鳥類、哺乳類）を下綱以下の分類階級にしなければならない。
シーラカンスを除く総鰭類とハイギョは内鼻孔を持つことから、内鼻孔魚類とも呼ばれる。一方でハイギョの内鼻孔は後外鼻孔が口の中に開いたものとされ、オステオレピス類や四肢動物の内鼻孔と相同ではないとも考えられており、後者を内鼻孔類Choanataとしてまとめる説もある。

## 分類
矢野 (2006)・甲斐 (2018) に基づく。現生のもののみを示す。なお、肺魚亜綱と四肢動物亜綱を肺魚四肢動物亜綱Dipnotetrapodomorphaとしてまとめることもある。またハイギョ類の2目を亜目としてハイギョ目Ceratodontiformesとする分類もある。
- 輻鰭下綱 Actinistia（＝シーラカンス亜綱 Coelacanthimorpha）
  - シーラカンス目 Coelacanthiformes
- ハイギョ下綱 Dipnomorpha（＝肺魚亜綱 Dipnoi）
  - オーストラリアハイギョ目 Ceratodontiformes
  - ミナミアメリカハイギョ目 Lepidosireniformes
- 四肢動物下綱 Tetrapoda（＝四肢動物亜綱）

現生の3系統のほかに、オステオレピス目などの化石分類群が知られている。シーラカンス目とオステオレピス目などを総鰭類Crossopterygiiとしてまとめる説もあったが、シーラカンス目はほかの現生肉鰭類の姉妹群（輻鰭類Actinistia）であり、オステオレピス目やリゾドゥス形類Rhizodontiformes、エルピストステゲ類Elpistostegalia（＝パンデリクチス類Panderichthyida）は四肢動物と単系統群（四肢形類Tetrapodomorpha）を形成すると考えられている。ポロレピス目は肺魚類Dipnoiの姉妹群と考えられており、肺魚形類Dipnomorphaを構成する。肺魚形類と四肢形類は扇鰭類Rhipidistiaとしてまとめられる。オニコドゥス類は扇鰭類と輻鰭類より初期に分岐した基盤的なグループだと考えられているが、オニコドゥス類を扇鰭類の姉妹群として両者を肺魚四肢動物亜綱に含める説も提唱されている。